# Флавій Евхерій
Флавій Юлій Евхерій (*Flavius Julius Eucherius, д/н —після 395) — державний діяч часів пізньої Римської імперії.

## Життєпис
Син Флавія Гонорія. Був братом Флавія Феодосія. Розпочав службу за часів імператора Юліана, продовжив за часів Валентинана I. Користувався підтримкою імператриці Юстини. Граціана у 377 році призначив на посаду коміта священних щедрот — головного фінансиста імперії.
У 379 році після призначення його небожа Феодосія Молодшого імператором на Сході посилює своє становище при дворі. У 381 році стає консулом на Сході (разом з Флавієм Сіагрієм — на Заході).
У 393 році звернувся до префекта преторія Руфіна щодо покарання за образу з боку Лукіана, коміта Сходу. У 393 році сприяв поваленню Руфіна імператором Аркадієм. Подальша доля невідома.